# Thulinius ruffoi
Thulinius ruffoi är en djurart som tillhör fylumet trögkrypare, och som först beskrevs av Bertolani 1982.  Thulinius ruffoi ingår i släktet Thulinius och familjen Hypsibiidae. Inga underarter finns listade i Catalogue of Life.